# World Tennis League 2022
La World Tennis League 2022 è stata la prima edizione della World Tennis League, un torneo d'esibizione di tennis a squadre. Le quattro squadre, Eagles, Falcons, Hawks e Kites si sono sfidate alla Coca-Cola Arena di Dubai dal 19 al 24 dicembre 2022.
Il Team Hawks, composto da Alexander Zverev, Elena Rybakina, Dominic Thiem e Anastasija Pavljučenkova, ha vinto il titolo, sconfiggendo il Team Kites, composto da Félix Auger-Aliassime, Iga Świątek, Holger Rune e Sania Mirza, in finale con il punteggio di 32-25.

## Regolamento
18 giocatori sono stati sorteggiati in quattro squadre (Eagles, Falcons, Hawks e Kites). Le squadre si affrontano in una partita di singolare maschile, una partita di singolare femminile e una partita di doppio misto. Le partite si giocheranno al meglio dei 3 set, senza vantaggi, con match tie-break a 10 (che può concludersi con la differenza di un solo punto).
Ricevono un punto per ogni game vinto in ogni singolo incontro, un punto per ogni tie-break vinto e 5 punti bonus vengono assegnati alla squadra che ha vinto più game nell'intera sfida.
Dopo la prima fase, le prime due squadre si affronteranno nella finale del 24 dicembre 2022.

## Partecipanti
| Eagles           | Eagles |
| Giocatore        | Rank   |
| ---------------- | ------ |
| Nick Kyrgios     | 22     |
| Caroline Garcia  | 4      |
| Rohan Bopanna    | –      |
| Bianca Andreescu | 45     |
| Andreas Seppi    | 354    |

| Falcons         | Falcons |
| Giocatore       | Rank    |
| --------------- | ------- |
| Novak Đoković   | 5       |
| Aryna Sabalenka | 5       |
| Grigor Dimitrov | 28      |
| Paula Badosa    | 13      |

| Hawks                    | Hawks |
| Giocatore                | Rank  |
| ------------------------ | ----- |
| Alexander Zverev         | 12    |
| Elena Rybakina           | 21    |
| Dominic Thiem            | 102   |
| Anastasija Pavljučenkova | 368   |

| Kites                 | Kites |
| Giocatore             | Rank  |
| --------------------- | ----- |
| Félix Auger-Aliassime | 6     |
| Iga Świątek           | 1     |
| Holger Rune           | 11    |
| Sania Mirza           | –     |
| Eugenie Bouchard      | 327   |
| Sebastian Ofner       | 193   |

* Ranking al 19 dicembre 2022

## Incontri
19 dicembre 2022Kites vs. Eagles
| Tipologia incontro  | Kites                          | Eagles                          | Punteggio          | Games              | Bonus | Totale |
| ------------------- | ------------------------------ | ------------------------------- | ------------------ | ------------------ | ----- | ------ |
| Doppio misto        | Eugenie Bouchard / Holger Rune | Bianca Andreescu / Nick Kyrgios | 2–6, 3–6           | 5–12               | –     | 5–12   |
| Singolare femminile | Iga Świątek                    | Caroline Garcia                 | 6–3, 6–4           | 12–7               | –     | 17–19  |
| Singolare maschile  | Félix Auger-Aliassime          | Nick Kyrgios                    | 7–5, 6–3           | 13–8               | –     | 30–27  |
| Bonus finale sfida  | Bonus finale sfida             | Bonus finale sfida              | Bonus finale sfida | Bonus finale sfida | 5–0   | 35–27  |

20 dicembre 2022Falcons vs. Hawks
| Tipologia incontro  | Falcons                        | Hawks                                    | Punteggio          | Games              | Bonus | Totale |
| ------------------- | ------------------------------ | ---------------------------------------- | ------------------ | ------------------ | ----- | ------ |
| Doppio misto        | Paula Badosa / Grigor Dimitrov | Anastasija Pavljučenkova / Dominic Thiem | 5–7, 6–3, [10–4]   | 12–10              | 1–0   | 12–10  |
| Singolare femminile | Aryna Sabalenka                | Elena Rybakina                           | 6–0, 1–6, [6–10]   | 7–7                | 0–1   | 20–18  |
| Singolare maschile  | Novak Đoković                  | Alexander Zverev                         | 3–6, 4–6           | 7–12               | –     | 27–30  |
| Bonus finale sfida  | Bonus finale sfida             | Bonus finale sfida                       | Bonus finale sfida | Bonus finale sfida | 0–5   | 27–35  |

21 dicembre 2022Falcons vs. Eagles
| Tipologia incontro  | Falcons                           | Eagles                           | Punteggio           | Games              | Bonus | Totale |
| ------------------- | --------------------------------- | -------------------------------- | ------------------- | ------------------ | ----- | ------ |
| Doppio misto        | Aryna Sabalenka / Grigor Dimitrov | Bianca Andreescu / Rohan Bopanna | 2–6, 7–6(4), [10–7] | 10–12              | 1–0   | 11–12  |
| Singolare femminile | Paula Badosa                      | Caroline Garcia                  | 4–6, 3–6            | 7–12               | –     | 18–24  |
| Singolare maschile  | Grigor Dimitrov                   | Nick Kyrgios                     | 7–6(5), 6–3         | 13–9               | –     | 31–33  |
| Bonus finale sfida  | Bonus finale sfida                | Bonus finale sfida               | Bonus finale sfida  | Bonus finale sfida | 0–5   | 31–38  |

22 dicembre 2022Hawks vs. Kites
| Tipologia incontro  | Hawks                             | Kites                               | Punteggio          | Games              | Bonus | Totale |
| ------------------- | --------------------------------- | ----------------------------------- | ------------------ | ------------------ | ----- | ------ |
| Doppio misto        | Elena Rybakina / Alexander Zverev | Sania Mirza / Félix Auger-Aliassime | 7–5, 3–6, [10–5]   | 11–11              | 1–0   | 12–11  |
| Singolare femminile | Anastasija Pavljučenkova          | Iga Świątek                         | 4–6, 3–6           | 7–12               | –     | 19–23  |
| Singolare maschile  | Dominic Thiem                     | Félix Auger-Aliassime               | 6(2)–7, 6(6)–7     | 12–14              | –     | 31–37  |
| Bonus finale sfida  | Bonus finale sfida                | Bonus finale sfida                  | Bonus finale sfida | Bonus finale sfida | 0–5   | 31–42  |

23 dicembre 2022Eagles vs. Hawks
| Tipologia incontro  | Eagles                          | Hawks                                    | Punteggio          | Games              | Bonus | Totale |
| ------------------- | ------------------------------- | ---------------------------------------- | ------------------ | ------------------ | ----- | ------ |
| Doppio misto        | Bianca Andreescu / Nick Kyrgios | Anastasija Pavljučenkova / Dominic Thiem | 6–4, 4–6, [10–7]   | 11–10              | 1–0   | 12–10  |
| Singolare femminile | Caroline Garcia                 | Elena Rybakina                           | 5–7, 1–6           | 6–13               | –     | 18–23  |
| Singolare maschile  | Andreas Seppi                   | Alexander Zverev                         | 4–6, 2–6           | 6–12               | –     | 24–35  |
| Bonus finale sfida  | Bonus finale sfida              | Bonus finale sfida                       | Bonus finale sfida | Bonus finale sfida | 0–5   | 24–40  |

23 dicembre 2022Falcons vs. Kites
| Tipologia incontro  | Falcons                        | Kites                     | Punteggio           | Games              | Bonus | Totale |
| ------------------- | ------------------------------ | ------------------------- | ------------------- | ------------------ | ----- | ------ |
| Doppio misto        | Paula Badosa / Grigor Dimitrov | Sania Mirza / Holger Rune | 2–6, 6–4, [5–10]    | 8–11               | 0–1   | 8–12   |
| Singolare femminile | Aryna Sabalenka                | Iga Świątek               | 1–6, 3–6            | 4–12               | –     | 12–24  |
| Singolare maschile  | Novak Đoković                  | Sebastian Ofner           | 6(5)–7, 6–0, [10–7] | 13–7               | 1–0   | 26–31  |
| Bonus finale sfida  | Bonus finale sfida             | Bonus finale sfida        | Bonus finale sfida  | Bonus finale sfida | 0–5   | 26–36  |

## Classifica
| Pos | Squadra | Games vinti | Punti bonus | Punti totali |
| --- | ------- | ----------- | ----------- | ------------ |
| 1   | Kites   | 97          | 16          | 113          |
| 2   | Hawks   | 94          | 12          | 106          |
| 3   | Eagles  | 83          | 6           | 89           |
| 4   | Falcons | 81          | 3           | 84           |

## Finale
24 dicembre 2022
| Tipologia incontro  | Hawks                                    | Kites                     | Punteggio   | Games | Bonus | Totale |
| ------------------- | ---------------------------------------- | ------------------------- | ----------- | ----- | ----- | ------ |
| Singolare femminile | Elena Rybakina                           | Iga Świątek               | 6–3, 6–1    | 12–4  | –     | 12–4   |
| Singolare maschile  | Alexander Zverev                         | Félix Auger-Aliassime     | 4–6, 3–6    | 7–12  | –     | 19–16  |
| Doppio misto        | Anastasija Pavljučenkova / Dominic Thiem | Sania Mirza / Holger Rune | 7–6(4), 6–3 | 13–9  | –     | 32–25  |